# Stedener See
Der Stedener See ist ein Baggersee in der niedersächsischen Gemeinde Holste in der Samtgemeinde Hambergen im Landkreis Osterholz, der als Badesee genutzt wird.

## Beschreibung
Der bewirtschaftete See ist rund 3,9 Hektar groß (an anderer Stelle wird die Größe mit rund 3,1 Hektar angegeben). Der 1975 durch Sandentnahme für den Bau der Autobahn 27 entstandene See liegt nordwestlich des Ortsteils Steden in einem von landwirtschaftlich genutzten Flächen umgebenen Wochenendhausgebiet.
Der See ist komplett von einem unterschiedlich breiten Sandstrand umgeben, welcher direkt an die Grundstücke der den See umgebenden Wochenendhäuser grenzt. Der Badebetrieb wird während der Badesaison von der Deutschen Lebens-Rettungs-Gesellschaft überwacht. Sanitäre Anlagen sind vorhanden. Im Nordosten des Sees befindet sich ein Kinderspielplatz am Strand, in unmittelbarer Nähe befindet sich auch ein Gastronomiebetrieb.